# Бездомный Иисус
«Бездомный Иисус», также известный как «Иисус Бездомный» — бронзовая скульптура работы канадского скульптора Тимоти Шмальца, изображающая Иисуса в образе бездомного, спящего на скамейке в парке.
Оригинал скульптуры был установлен в Реджис Колледже Университета Торонто в начале 2013 года. С тех пор её копии появились в епископальной церкви Св. Албана в Дэвидсоне, штат Северная Каролина, у штаб-квартиры Католической благотворительной организации архиепархии Чикаго в пригороде Ривер-Норт, в центральной пресвитерианской церкви в Остине, штат Техас, перед католической церковью святых апостолов Петра и Павла в центре Детройта, в университете Валпарейзо, штат Индиана, за методистской епископальной церковью парка Робертс в центре города Индианаполис, штат Индиана, перед Католической благотворительной организацией архиепархии Оклахома-Сити здание основных служб недалеко от центра города Оклахома-Сити, штат Оклахома, на углу территории католического прихода Святой Анны в Коппелле, штат Техас, на территории церкви Святого Петра в древнем Капернауме на Галилейском море в Израиле, перед Первой Общинной Церковью в Элирии, штат Огайо. Первая скульптура за пределами Северной Америки была установлена на территории церкви Крайст-Чёрч в Дублине. С тех пор скульптуры были установлены и освящены во многих местах по всему миру, причем наиболее известная находится в Риме, рядом с Папским управлением милосердия. К началу 2016 года около 100 экземпляров «Бездомного Иисуса» были выставлены по всему миру. В канадском городе Гамильтон скульптуру однажды приняли за спящего живого человека.

## Описание и история

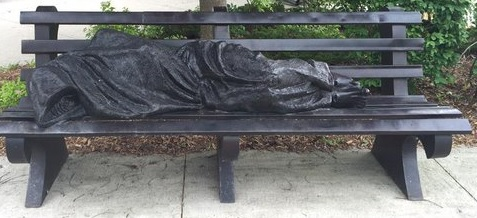
Скульптура «Бездомный Иисус» на территории кампуса Королевского университетского колледжа Западного университета, Онтарио

«Бездомный Иисус» был создан Тимоти Шмальцем, канадским скульптором и набожным католиком. Скульптура изображает Иисуса в образе бездомного, спящего на скамейке в парке. Его лицо и руки скрыты под одеялом, но раны от распятия на ногах раскрывают его личность. Скульптуру называют «визуальным переводом» отрывка из Евангелия от Матфея (Мф. 25:40), в котором Иисус проповедует своим ученикам: «так как вы сделали это одному из сих братьев Моих меньших, то сделали Мне». Шмальц задумал эту скульптуру провокационной, признав: «В сущности, так и есть. Предназначение этой скульптуры — бросить вызов людям». Он предложил своё произведение собору Святого Михаила в Торонто и собору Святого Патрика в Нью-Йорке, но обе церкви отказались. Один из представителей собора Святого Михаила объяснил отказ тем, что оценка этой работы «не была единодушной», и в соборе проходили реставрационные работы. Экземпляр, предназначенный для собора Святого Михаила, в итоге был установлен в Реджис Колледже, иезуитской школе теологии в университете Торонто. Аналогично пресс-секретарь собора Святого Патрика похвалил работу, но отказался от покупки скульптуры из-за продолжающейся реконструкции.

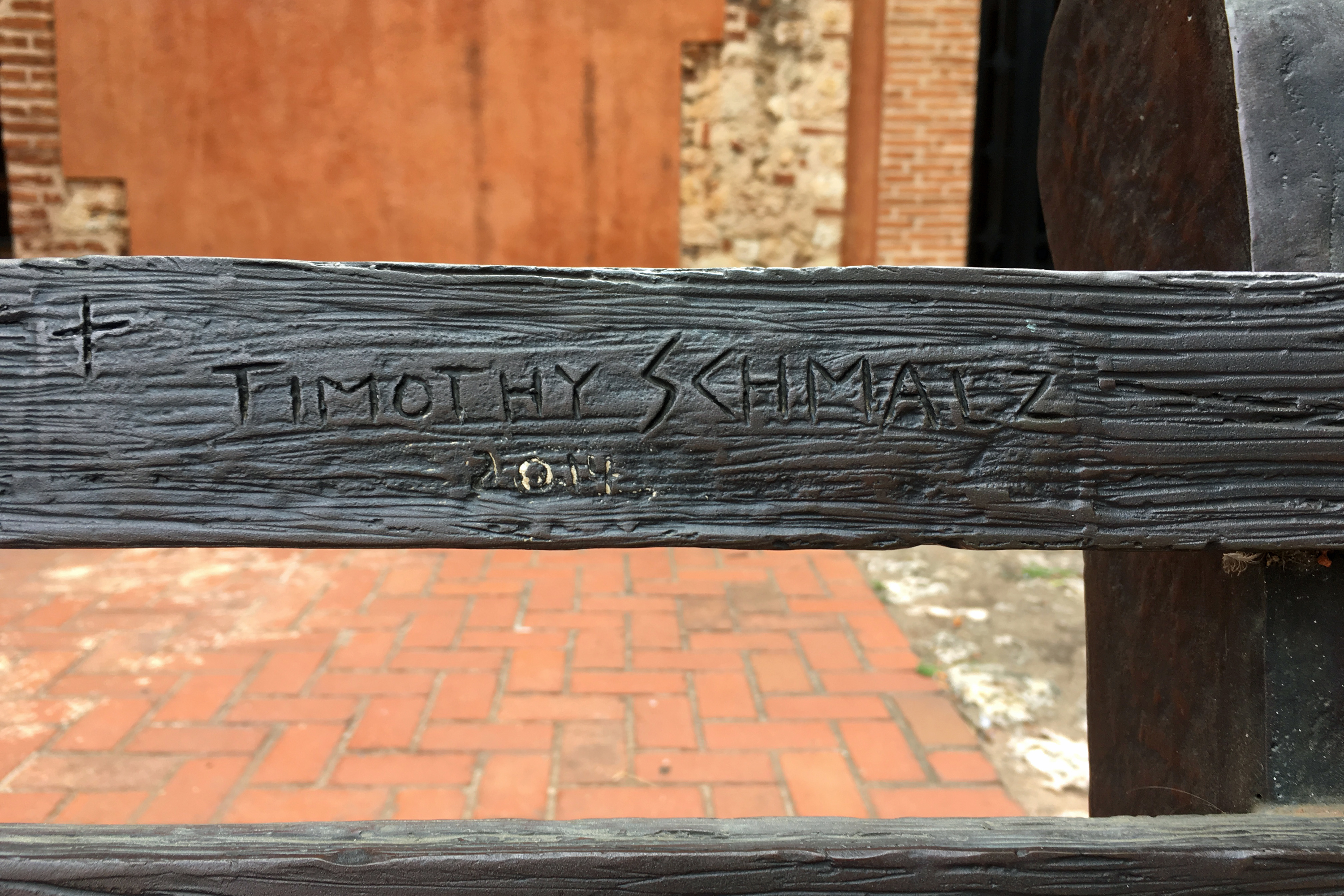
Подпись Тимоти Шмальца на скамейке скульптуры «Бездомного Иисуса»

В 2013 году первая скульптура была установлена в Соединённых Штатах, в епископальной церкви Святого Албана в Дэвидсоне, штат Северная Каролина. Она была куплена за 22 000 долларов и выставлена в качестве памятника прихожанке Кейт Макинтайр, которая была склонна к публичному искусству. По словам преподобного Дэвида Бака, настоятеля церкви Святого Албана: «Это придает подлинность нашей церкви. Честно говоря, наша церковь довольно богата, и нам нужно напоминать себе, что наша вера выражает активную заботу об изгоях общества». Бак приветствовал дискуссию о скульптуре и считает её «библейским уроком для тех, кто привык видеть Иисуса, изображённого в традиционном религиозном искусстве как Христос Славы, возведённый на престол в пышном одеянии». Кроме того, он сказал в интервью NPR: «Мы верим, что именно такую жизнь вёл Иисус. По сути, он был бездомным».

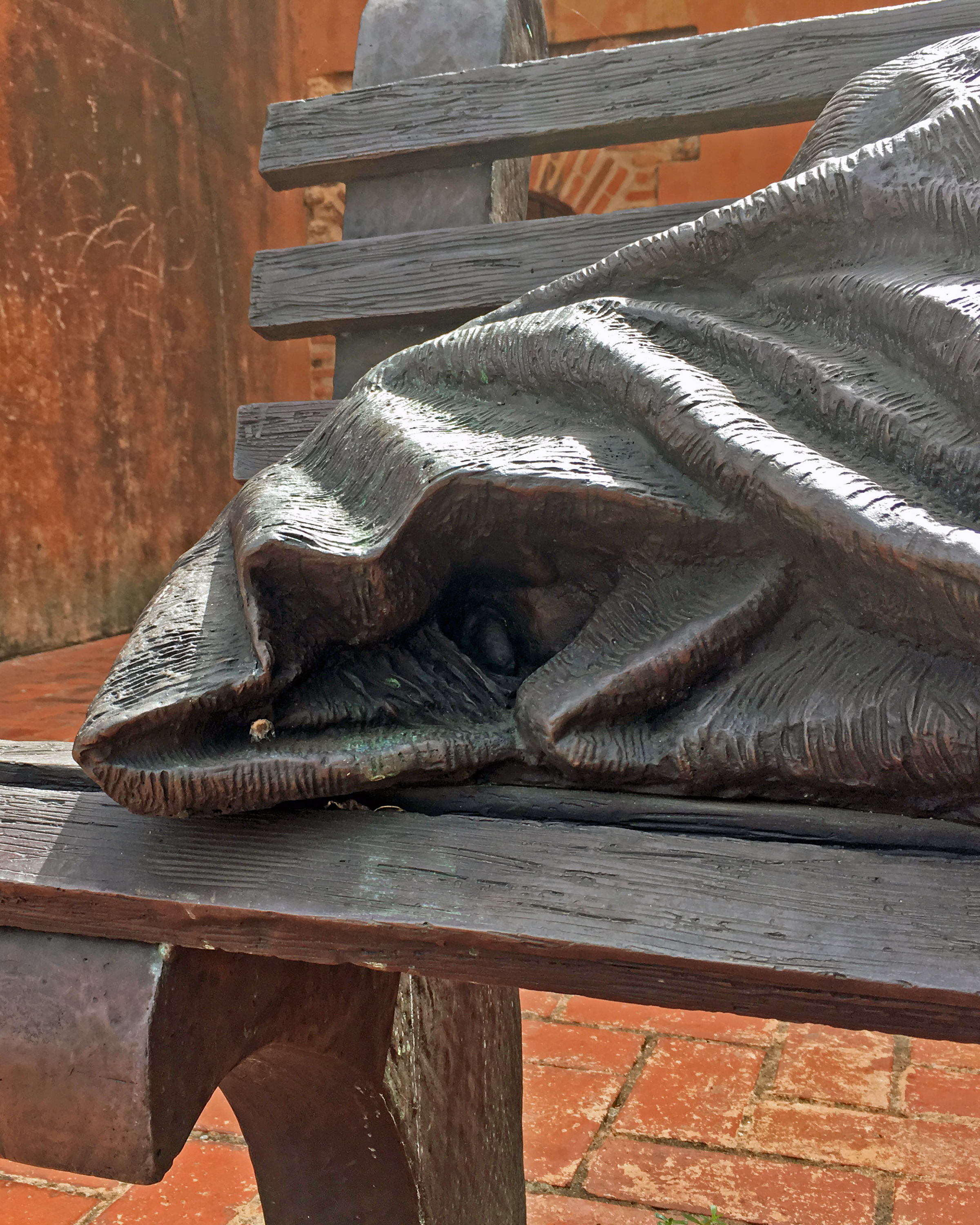
Деталь лица под капюшоном скульптуры «Бездомного Иисуса»

Иезуит Гари Райт из Церкви Святых Петра и Павла в центре Детройта сказал, что «Иисус бездомный» чтит и утешает бездомных, которым служит церковь. Анонимный выпускник юридической школы Детройтского университета милосердия Университета Детройта, организованной иезуитами и сёстрами милосердия, которая примыкает к церкви Святым Петру и Павлу, пожертвовал средства на установку статуи в церкви, разместив её прямо на Ист-Джефферсон-авеню напротив знаменитых башен Центра возрождения в Детройте.
Чарльстон, штат Западная Вирджиния, приобрёл восьмую статую «Бездомного Иисуса» в ноябре 2014 года.
Ещё одна скульптура была установлена в марте 2016 года на улице Via della Conziliazione, ведущей к собора Святого Петра возле Папского управления милосердия. Ранее Шмальц посетил Папу в Ватикане в ноябре 2013 года и представил ему миниатюрную версию своей работы. Он вспомнил о реакции Папы: «Он подошел к скульптуре, и это было просто пугающе, потому что он коснулся колена скульптуры „Бездомного Иисуса“, закрыл глаза и стал молиться. Это было похоже на то, что он делает по всему миру: папа Франциск тянется к изгоям». Ещё две копии были установлены у офисов католической благотворительной организации в Чикаго и архиепископии в Вашингтоне. Папа Франциск посетил скульптуру, установленную на улице G в китайском квартале Вашингтона во время визита в Соединенные Штаты в 2015 году.
Собор Святого Павла в Буффало, штат Нью-Йорк, в настоящее время является постоянным местом размещения «Бездомного Иисуса», установленного во время Страстной недели в 2015 году. Собор Епископальной епархии Западного Нью-Йорка Святого Павла расположен на 139 Чёрч-стрит (угол Чёрч- и Пёрл-стрит в центре города Буффало). Он считается первым национальным архитектурным памятником Буффало с 1851 года и классифицируется как национальный исторический памятник.

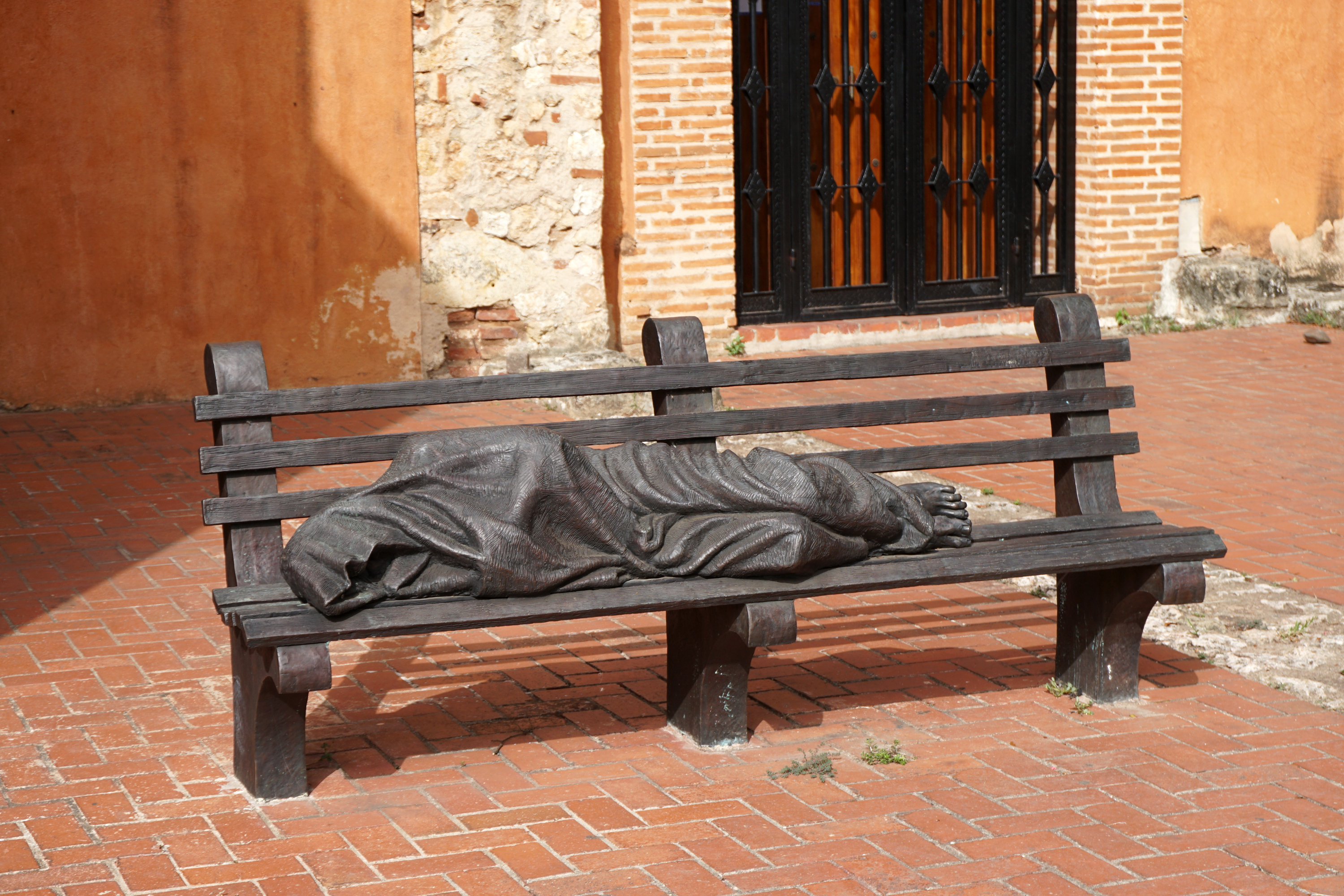
Скульптура «Бездомный Иисус», установленная в 2014 году в переднем дворе монастыря Доминиканского ордена в Сьюдадской колонии Санто-Доминго, Доминиканская Республика.

В мае 2016 года в новом главном служебном здании католической благотворительной организации архиепархии Оклахома-Сити на бульваре Классен была также установлена копия скульптуры. Приблизительно 60 000 транспортных средств ежедневно проезжают мимо «Бездомного Иисуса» в этом месте.
В августе 2017 года памятник был установлен у главного входа в миссию «Небеса Надежды» отца Вуди в Денвере, штат Колорадо, на углу 7-й улицы и улицы Липан. Задача «Небес Надежды» заключается в том, чтобы предоставлять еду, кров, одежду, консультации, реабилитационные и гигиенические услуги бездомным и несчастным.
Манчестер в 2017 году одобрил установку «Бездомного Иисуса» возле церкви Святой Анны. Сначала статую собиралась установить в Вестминстере за пределами Вестминстерского центрального зала Методистской церкви, но потом от этой идеи отказались. В городе сочли, что статуя не будет правильно отражать природу. Епископ Манчестерский размышлял о важности «Бездомного Иисуса». Он вспомнил, как Иисус говорил, что отвернуться от помощи нуждающемуся — это все равно, что отвернуться от Иисуса.
7 декабря 2017 года копия статуи была установлена на площади Нельсона Манделы в Глазго. Шотландский художник Питер Хоусон создал картину «Бездомный Иисус», которая будет демонстрироваться наряду со статуей. Священник из Глазго отец Вилли Славин помог привезти скульптуру в Шотландию. С ним связался Шмальц в 2015 году и подал эту идею в Ассоциацию церквей Глазго.
В апреле 2019 года в садах церкви Девы Марии и Святого Николая в Ливерпуле была установлена ещё одна статуя. Она была открыта жителями и освящена епископом Ливерпуля. Открытие состоялось в рамках конференции по вопросам бездомности, организованной приходской церковью и собравшей политиков из государственного, частного и благотворительного секторов для решения проблем бездомности в городе.

## Потерявший управление грузовик
В мае 2018 года у грузовика, двигавшегося по направлению к церкви Святого Патрика в Гамильтоне, Онтарио, отказали тормоза. Водитель на высокой скорости свернул прямо к статуе «Бездомного Иисуса». Грузовик врезался в скамейку и остановился. «Полиция заявила, что, если бы грузовик продолжил движение, он вылетел бы на встречную полосу и на пешеходный переход».

## Критика
Реакция на появление статуи была неоднозначной. Согласно NPR, «реакция [на появление скульптуры в Дэвидсоне] была немедленной. Некоторые сразу полюбили её; некоторые — нет». Некоторые жители Дэвидсона восприняли такое изображение Христа как «оскорбительное» и «унизительное» для города. Одна жительница Дэвидсона позвонила в полицию, приняв скульптуру за настоящего бездомного. Другой сосед написал письмо, заявив, что статуя «напугала его». Однако, по словам Бака, часто можно увидеть жителей, сидящих на скамейке рядом со статуей, возлагающих руки на Иисуса и молящихся.